# Iang-Mdiye Corona
L'Iang-Mdiye Corona è una struttura geologica della superficie di Venere.